# Labradford
Labradford – grupa wykonująca awangardowego rocka, powstała w Richmond w Wirginii. Powstała w 1992 roku (chociaż niektóre źródła mówią o roku 1990) i pozostawała aktywna do roku 2001.

## Historia
Labradford powstał w 1992 roku, w skład zespołu wchodzili gitarzysta Mark Nelson, basista Robert Donne i Carter Brown - klawiszowiec. Ich muzyka wymyka się klasyfikacji, jednak można podpiąć ją pod awangardowego rocka, post rocka lub ambient. 
W 2001 roku zespół rozpadł się.

## Dyskografia

### Albumy studyjne
- Prazision (1994)
- A Stable Reference (1995)
- Labradford (1996)
- Mi Media Naranja (1997)
- E Luxo So (1999)
- Fixed::Context (2001)

### Inne wydawnictwa
- Julius/Columna de la Independencia 7" EP (1995)
- Scenic Recovery, UK 10" Duophonic, ds45-12 (1996)
- The Kahanek Incident, Vol. 3 (1996)
- Everlast, US 7" Retro 8 (1992)